# Wöhrden
Wöhrden er en by og kommune i det nordlige Tyskland, beliggende i Amt Kirchspielslandgemeinde Heider Umland i den centrale del af Kreis Dithmarschen. Kreis Dithmarschen ligger i den sydvestlige del af delstaten Slesvig-Holsten.

## Geografi
Wöhrden ligger i det frugtbare marskområde Dithmarscher Nordermarsch. Indtil det 16. århundrede lå det direkte ud til Nordsøkysten og omgivet af priler, men gennem kunstig landindvinding og naturlige aflejringer har kysten flyttet sig omkring ti kilometer mod vest.
Den oprindelige landsby er den ældste by bygget på et varft med en kirke i midten. Varftet er med 6,24 moh. ét af de højeste i Dithmarschen og stammer formodentlig fra det første årtusinde. Langs kanten af varftet fører en vej til Eidersperrwerk.
I kommunen ligger ud over Wöhrden, landsbyerne og bebyggelserne Ketelsbüttel, Großbüttel, Büttlerdeich, Böddinghusen, Hochwöhrden, Neuenkrug, Neuenwisch, Bruhnsdorf, Nixdorf og Walle.